# Davide Mariani
Davide Mariani (Zurigo, 19 maggio 1991) è un calciatore svizzero, centrocampista dell'Al Ittifaq.

## Statistiche

### Presenze e reti nei club
Statistiche aggiornate al 13 luglio 2018.
| Stagione         | Squadra          | Campionato       | Campionato | Campionato | Coppe nazionali | Coppe nazionali | Coppe nazionali | Coppe continentali | Coppe continentali | Coppe continentali | Altre coppe | Altre coppe | Altre coppe | Totale | Totale |
| Stagione         | Squadra          | Comp             | Pres       | Reti       | Comp            | Pres            | Reti            | Comp               | Pres               | Reti               | Comp        | Pres        | Reti        | Pres   | Reti   |
| ---------------- | ---------------- | ---------------- | ---------- | ---------- | --------------- | --------------- | --------------- | ------------------ | ------------------ | ------------------ | ----------- | ----------- | ----------- | ------ | ------ |
| 2012-2013        | Zurigo           | SL               | 16         | 0          | CS              | 4               | 1               | -                  | -                  | -                  | -           | -           | -           | 20     | 1      |
| 2013-2014        | Zurigo           | SL               | 15         | 1          | CS              | 2               | 0               | -                  | -                  | -                  | -           | -           | -           | 17     | 1      |
| Totale Zurigo    | Totale Zurigo    | Totale Zurigo    | 31         | 1          |                 | 6               | 1               |                    | -                  | -                  |             | -           | -           | 37     | 2      |
| 2014-2015        | Sciaffusa        | CL               | 33         | 12         | CS              | 2               | 0               | -                  | -                  | -                  | -           | -           | -           | 35     | 12     |
| 2015-2016        | Sciaffusa        | CL               | 29         | 1          | CS              | 2               | 1               | -                  | -                  | -                  | -           | -           | -           | 31     | 2      |
| Totale Sciaffusa | Totale Sciaffusa | Totale Sciaffusa | 62         | 13         |                 | 4               | 1               |                    | -                  | -                  |             | -           | -           | 66     | 14     |
| 2016-2017        | Lugano           | SL               | 34         | 8          | CS              | 1               | 0               | -                  | -                  | -                  | -           | -           | -           | 35     | 8      |
| 2017-2018        | Lugano           | SL               | 32         | 5          | CS              | 3               | 0               | UEL                | 6                  | 1                  | -           | -           | -           | 41     | 6      |
| Totale Lugano    | Totale Lugano    | Totale Lugano    | 66         | 13         |                 | 4               | 0               |                    | 6                  | 1                  |             | -           | -           | 76     | 14     |
| Totale carriera  | Totale carriera  | Totale carriera  | 159        | 27         |                 | 14              | 2               |                    | 6                  | 1                  |             | -           | -           | 179    | 30     |

## Palmarès

### Club
- Coppa Svizzera: 1

Zurigo: 2013-2014